# 田守尧
田守尧（1915年—1943年3月），安徽六安人，中国工农红军、八路军、新四军军事将领。
田守尧于1930年参加中国工农红军，1932年加入中国共产党。历任营长、团政治委员、师长，随后参与长征。抗日战争时，担任八路军115师344旅688团副团长，689团团长，344旅副旅长，参加平型关战役、张店战役。1940年，担任八路军第二纵队新编第二旅旅长，率部南下华中协同新四军开辟苏北抗日根据地，任八路军第五纵队二支队司令员。
皖南事变后，担任新四军第三师八旅旅长，参与指挥瓦子口战斗、程道口战役。1943年3月，与第三师参谋长彭雄率领干部，从苏南由海路经连云港转赴延安。3月17日，在赣榆九里乡小沙外海的黄海海面遭遇日军巡逻汽艇，在与日军交战牺牲。2014年，他与彭雄等人列入第一批著名抗日英烈和英雄群體名錄。